# Бліх
Бліх — село в Україні, у Залозецькій селищній громаді Тернопільського району Тернопільської області. До 2020 року підпорядковувалось Мильнівській сільській раді. 
До села приєднано хутори Брідок та Манюки. 1953—1991 називалося Буданівка. Населення — 494 особи (2001). Розташоване на річці Гук, на півночі району.

## Історія
Поблизу села знаходиться мезолітична стоянка Бліх ІІ.
Перша писемна згадка — 18 століття, коли власником села був В. Дідушицький.
12 червня 2020 року, відповідно до розпорядження Кабінету Міністрів України № 724-р «Про визначення адміністративних центрів та затвердження територій територіальних громад Тернопільської області» увійшло до складу Залозецької селищної громади.
19 липня 2020 року, в результаті адміністративно-територіальної реформи та ліквідації Зборівського району, село увійшло до складу Тернопільського району.

## Населення

### Мова
Розподіл населення за рідною мовою за даними перепису 2001 року:
| Мова       | Кількість | Відсоток |
| ---------- | --------- | -------- |
| українська | 493       | 99.8%    |
| румунська  | 1         | 0.2%     |
| Усього     | 494       | 100%     |

## Пам'ятки
Є церква святих верховних апостолів Петра і Павла (2006 р.)

## Пам'ятники
Споруджено пам'ятники:
- під назвою «Свобода» на честь скасування панщини,
- полеглим у німецько-радянській війні воїнам-односельцям (1966),
- Тарасу Шевченку (1997);

Насипані символічні могили:
- УСС
- полеглим у боротьбі за волю України (обидві — 1991).

Пам'ятки природа:
- Ботанічна пам'ятка природи місцевого значення Дуб «Мильнівський» (х. Манюки).

## Соціальна сфера
Діють загальноосвітня школа І ступеня, бібліотека.
Також на території села діє клуб, де проводяться виступи та концерти.
Збудована церква.

## Відомі люди
- Петро Олійник  — господар ґрунту в селі, посол Галицького сейму 4-го скликання (від IV курії округу Залізці — Зборів; входив до складу «Руського клубу»[4]).

## Галерея

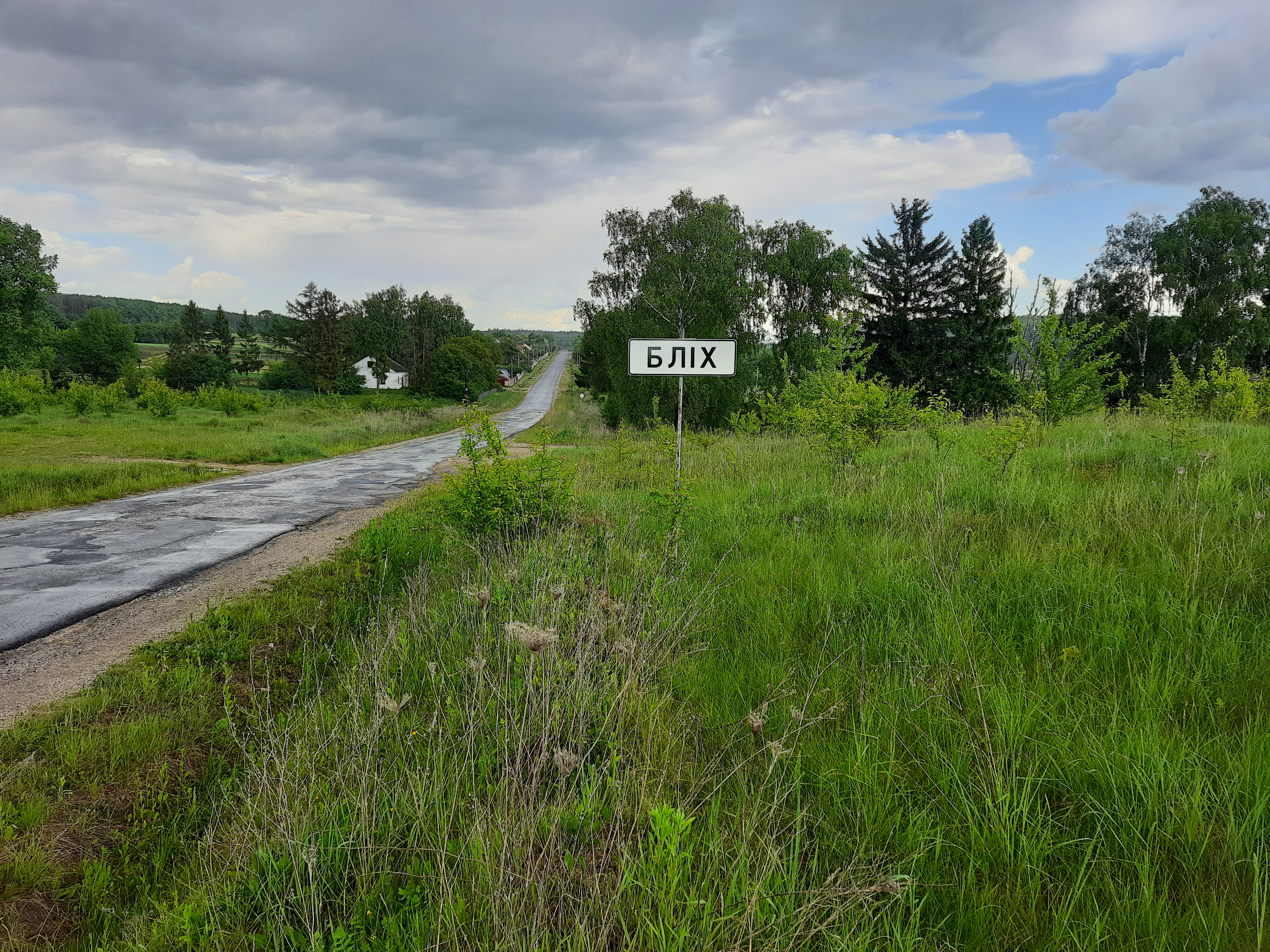
Дорожній знак при в'їзді в село
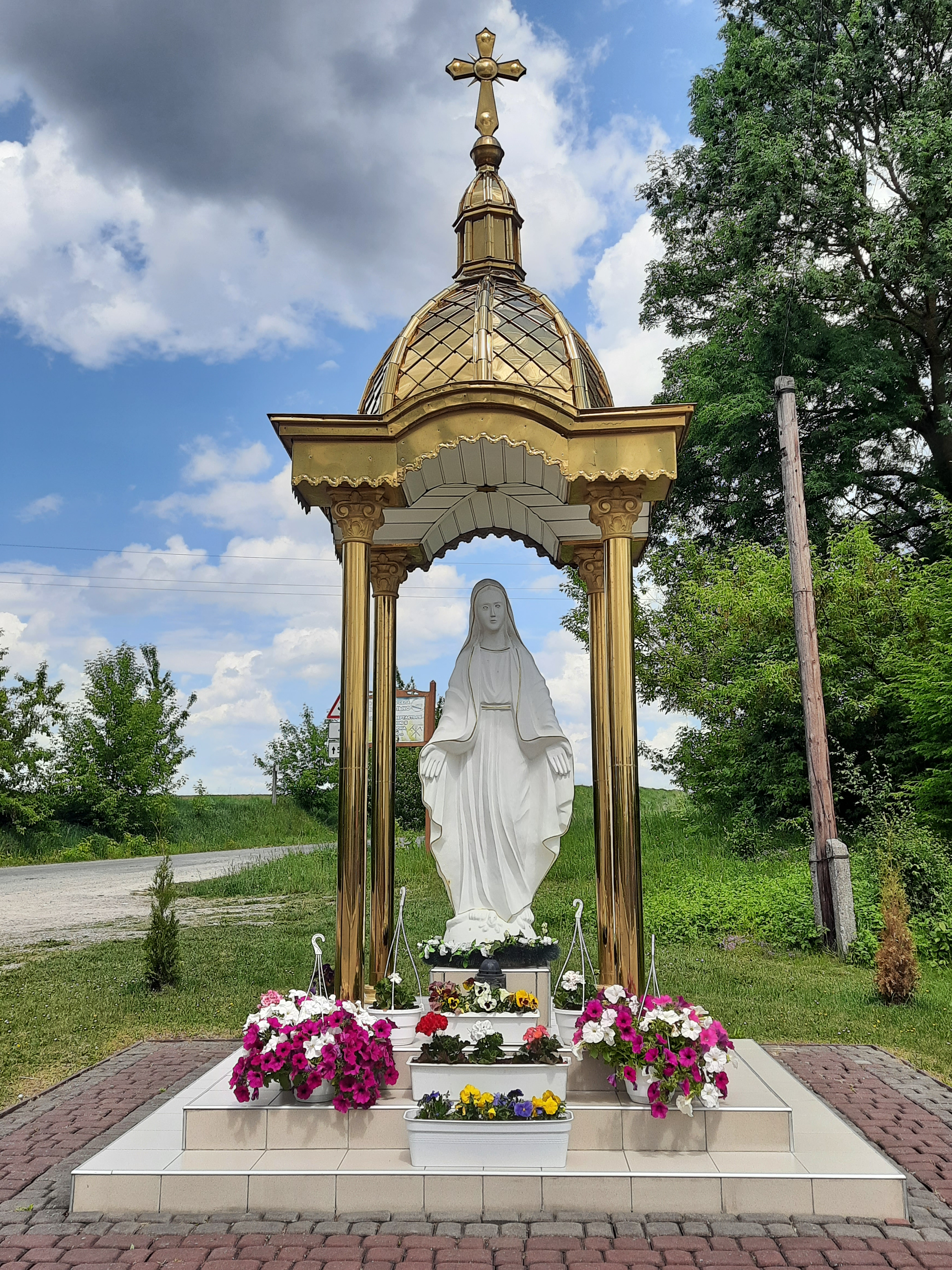
Статуя Божої Матері
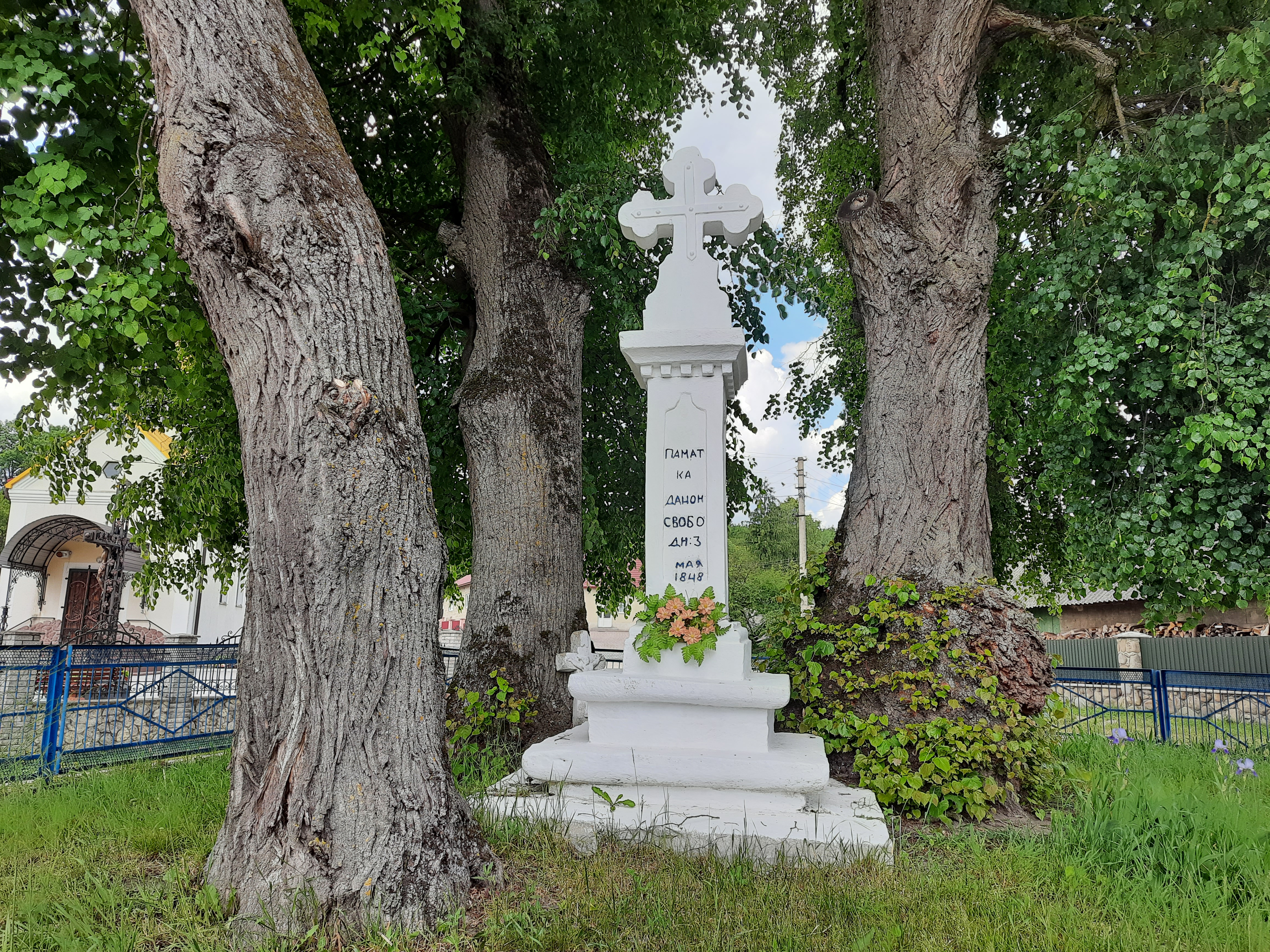
Пам'ятний знак (хрест) на честь скасування панщини
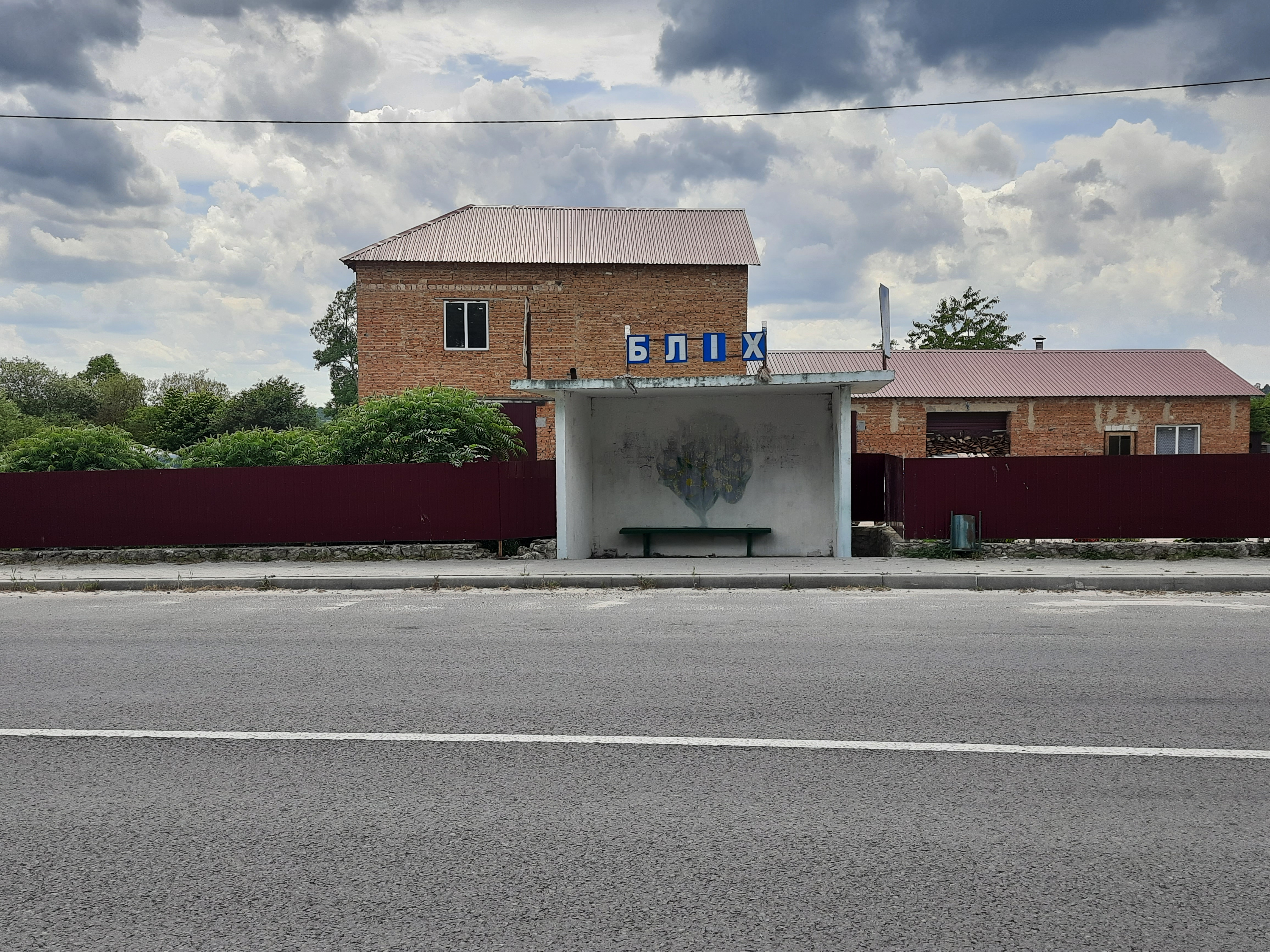
Автобусна зупинка
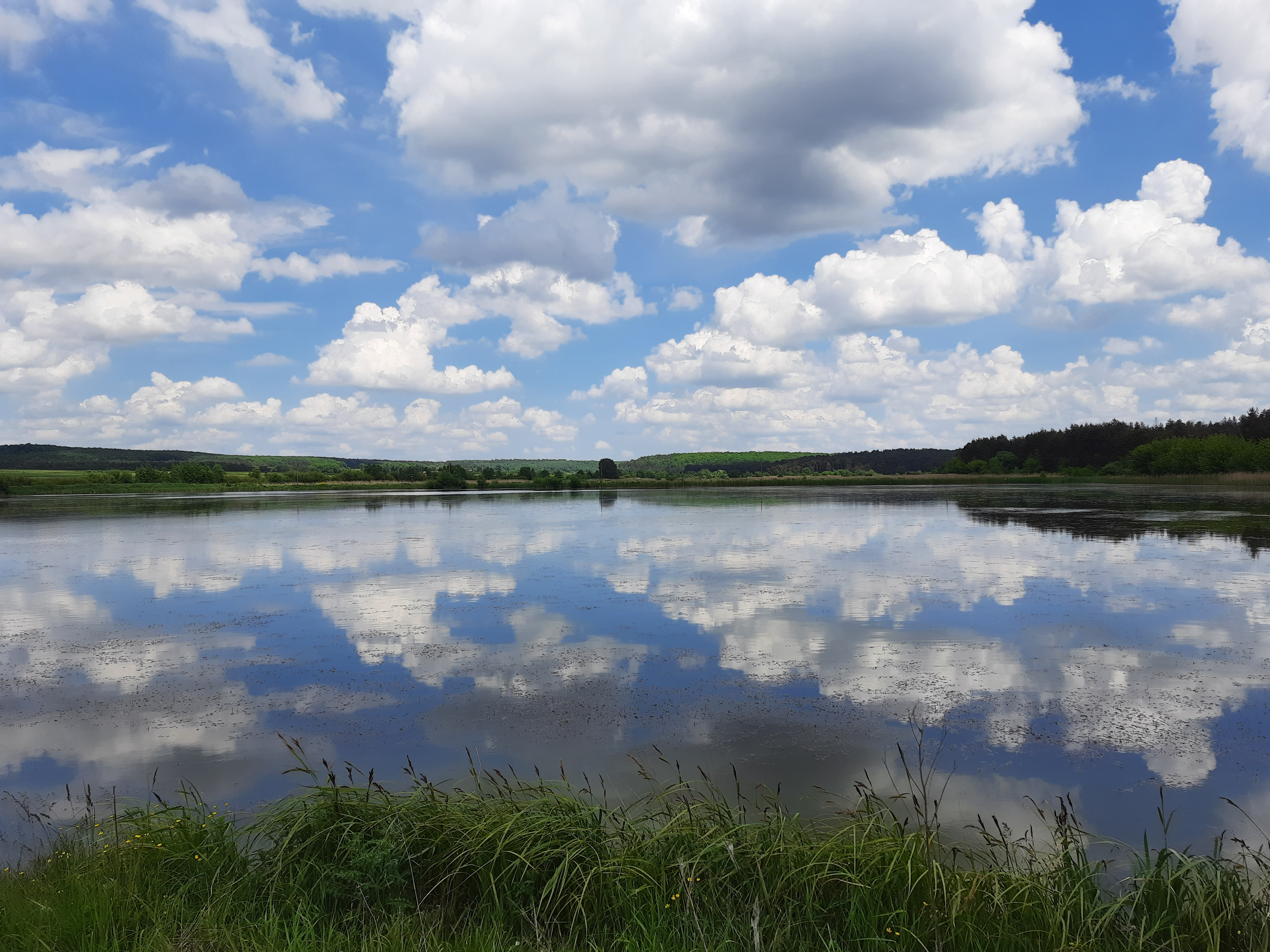
Став біля села